# Michael Garibaldi
Michael Garibaldi es un personaje de ficción interpretado por Jerry Doyle en la serie Babylon 5. Fue el jefe de seguridad de la estación y fue reclutado por Jeffrey Sinclair para ello.

## Biografía
Es un hombre capaz, que tuvo problemas con el alcohol. Es muy leal a Sinclair, que además es su amigo. Participó en la guerra contra los Minbari. Como jefe de la seguridad desde el 2257 él se encargó de que la seguridad funcionase en la estación y como tal tuvo que protegerla de todo tipo de peligros, sobre todo cuando se trataba de luchas raciales o actuaciones extremistas racistas. También actuó como piloto en la lucha contra piratas. Descubrió que el presidente Santiago iba a ser asesinado pero no pudo evitarlo y fue casi asesinado por ello, por lo que también estuvo en coma.
Cuando se recuperó en el 2259, Garibaldi tuvo que darse cuenta de que su amigo fue trasladado a Minbar como embajador del planeta y que en su lugar se posicionó John Sheridan. Decidió, a pesar de todo, continuar y juntos con Susan Ivanova, con la que también formó una amistad, empezaron a luchar contra las Sombras., contra el gobierno corrupto del Presidente Clark, el hombre que asesinó a Santiago, y contra el Cuerpo Psíquico. Cuando Babylon 5 se independizó a causa de las actuaciones corruptas y homicidas de Clark, él se ocupó de las tropas terrestres de Babylon 5 para detener a las fuerzas de Clark que atacaban la estación en reacción por ello.
Cuando Sheridan se fue a Z'Ha'Dum y las Sombras asediaban la estación por el peligro que representaba para ellos, él pilotó a las naves espaciales de combate hasta que se fueron. Justo después él fue raptado por las Sombras con la intención de controlarlo para luego controlar la estación. Alfred Bester, sin embargo, evitó eso y, en vez de ello lo reprogramó y lo convirtió en vez de ello en agente suyo, a quien utilizó para acabar con una conspiración contra el Cuerpo Psíquico, que venía de una empresa multiplanetaria, una maniobra que casi le costó la vida a Garibaldi y a Sheridan y que le afectó mucho, por lo que tuvo otra vez problemas con el alcohol, cosa que le impidió a ejercer el cargo de Ministro de Inteligencia de la Alianza Interestelar a largo plazo creado después de su creación. 
Después de ello Garibaldi jura venganza. Se alía con Lyta Alexander contra el Cuerpo Psíquico y Bester. Luego se casó y se volvió jefe de la empresa multiplanetaria, que era parte de la conspiración contra el Cuerpo Psíquico y ambos consiguen más tarde su objetivo. Fue el dirigente de esa empresa durante los siguientes 18 años y tuvo descendencia. Finalmente se despide de Sheridan en el 2281, cuando estaba acercándose a su muerte durante una cena, en la que se encuentra con todos de entonces para luego continuar con su vida normal.